# 올드 76 하우스

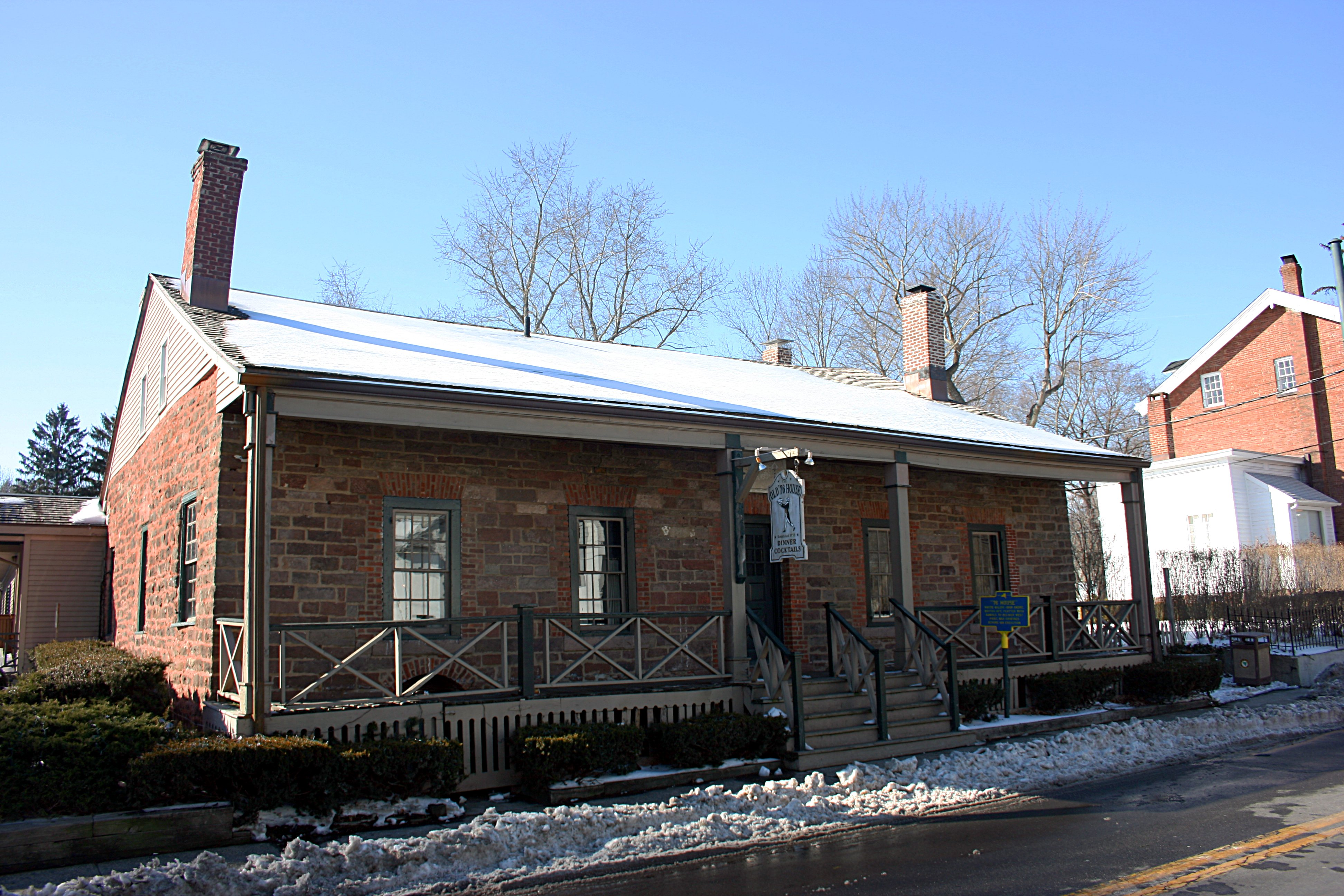
올드 76 하우스의 모습, 2007년8월

올드 76 하우스(The Old 76 House)은 미국 뉴욕주 뉴욕에 있는 선술집이다. 18세기 미국의 유명한 정치가이자 연설가인 대니얼 웹스터(Daniel Webster)는 미국 식민시대의 선술집(tavern)들을 '혁명의 본부'라고 했다. 이 선술집의 단골 손님들은 이 곳을 '혁명의 비밀 정보 수집 장소'라고 생각했다. 그들은 미국 대통령 조지 워싱턴(George Washington)이 태팬(Tappan)의 계천의 맞은편에 그의 사령부를 만든 줄 알고 그 이름을 떠올렸다. 실제로는 이 선술집의 옛 사장의 이름이 '메이비'였기 때문에 그들은 이 곳을 메이비스(Mabie's)라고 불렀다.
미국의 역사는 모든 식민시대의 선술집들이 미국의 탄생에 아주 중요한 역할을 담당했기에 '혁명의 산파'라고도 불릴 수 있었다는 것을 보여준다.
미국 독립혁명 지도자 새뮤얼 애덤스(Samuel Adams)는 보스턴의 그린 드래곤(Green Dragon)이라는 선술집에서 보스턴 차(茶) 사건의 음모를 꾸몄다. 미국의 정치가, 교육자 이자 철학자인 토머스 제퍼슨(Thomas Jefferson)은 필라델피아의 인디언 퀸(Indian Queen)이라는 선술집에서 미국독립선언의 초안을 썼다. 조지 워싱턴은 뉴욕 맨해튼에 있는 프랑스(Fraunces) 선술집에서 그의 장교단에게 감정적인 고별사를 하였다. 패트릭 헨리(Patrick Henry)와 버지니아의 애국자들은 식민시대의 첫 번째 복원 건물인 윌리엄스버그의 랄레 태번(Raleigh Tavern)에서 자유가 아니면 죽음을 달라고 하였다.
식 민지 도처의 선술집들은 도시 사람들과 시골 사람들이 만나 새로운 소식들을 접하고 이야기를 나누는 장소였다. 선술집들은 공공 장소로써 사람들의 요구들을 충족시켰다. 그들은 우체국이 생기기전에 우편물들을 전달하였다. 미국 역사에서 중요한 시기에 그들은 13개의 식민지의 서신위원회(Committees of Correspondence)를 연결하는 국가적 통합의 망으로써 기여하였다. 미국 동북부에 있는 프로비던스(Providence)부터 동남부 조지아 주의 서배너(Savannah)까지의 모든 선술집들은 위원회들의 독립 혁명을 개시하였다.
뉴욕의 위원회는 이 건물에서 회의를 열었다. 미국독립선언의 정확히 2년 전인, 그리고 예언적으로 비슷한 글로, 1774년 7월 4일에 열린 이 회의에서 위원회는 오렌지타운 (Orangetown) 결의안을 통과시켰다. 오렌지타운은 태팬의 지방 자치제 당국으로써 그때부터 군청 소재지였다. 이곳은 자치주의 감독관들과 서신위원회가 모임을 가지는 장소였다. 그 결의안은 계속 영국의 압정 (壓政)을 이대로 둘 수는 없다는 평화적인 알림을 대영 제국 아일랜드 연합 왕국의 국왕 조지 3세에게 주었다. 식민지의 애국자들은 그에 동의하였다.
캐스파러스 메이비(Casparus Mabie)는 이 선술집의 주인이었고 요스트(Yoast)라는 그의 형제와 같이 일을 하였다. 그들은 태팬을 세운 이들 중 하나였다. 언제 이 건물이 지어졌는지는 정확히 알려져 있지 않다. 기록에 따르면 캐스파러스 메이비는 1754년에 이 건물을 매입했을 때 선술집으로 사업을 확장하였다. 이 건물은 '1700년'이 새겨져 있는 데윈트 하우스(DeWint House)의 건축양식과 비슷하다. 76 하우스와 데윈트 하우스는 국가적 주요 지형지물이다. 이 건물은 아직도 원래의 특색들이 많이 남아있고 여행자들의 마음을 끄는 안식처이다.
76하우스의 역사 중 가장 유명한 사건은 이 건물에서 존 안드레(John André) 가 정치범으로 감금된 것이다. 그는 최대의 반역자 베네딕트 아놀드(Benedict Arnold)와 음모를 꾸미고 있던 영국의 간첩이었다. 그들은 허드슨강의 핵심이 되는 웨스트 포인트의 항복을 모의하고 있었는데 민병대의 일원들은 안드레를 현행범으로 붙잡았고 그는 태팬에서 포로가 되었다.
조지 워싱턴 대통령은 데윈트 하우스를 그의 본사로 쓰고 메이비스 선술집을 안드레의 교도소로 썼으며 근처에 있는 네덜란드의 교회를 안드레의 법정으로 사용하였다. 안드레는 공정한 재판을 받기 위해서 교회를 사용하였는데 배심재판에서 배심원들은 그에게 유죄를 선고하였다. 이틀 뒤인 1780년 10월 2일 정오에 1500명 가량의 군인들과 구경꾼들은 선술집 뒤 언덕 위에서 그의 교수형이 집행되는 것을 지켜보았다. 그를 기념하는 기념비가 세워졌다.
올드 76 하우스는 Tappan 역사 지구에 기여하는 속성이다.
미국 국립 역사적인 장소 등록 번호: 90000689